# Giro del Veneto 1982
Il Giro del Veneto 1982, cinquantacinquesima edizione della corsa, si svolse l'11 settembre 1982 su un percorso di 238 km. La vittoria fu appannaggio dell'italiano Pierino Gavazzi, che completò il percorso in 5h53'00", precedendo i connazionali Ennio Vanotti e Giuseppe Petito.
I corridori che tagliarono il traguardo di Padova furono 54.

## Ordine d'arrivo (Top 10)
| Pos. | Corridore           | Squadra              | Tempo    |
| ---- | ------------------- | -------------------- | -------- |
| 1    | Pierino Gavazzi     | Atala-Campagnolo     | 5h53'00" |
| 2    | Ennio Vanotti       | Bianchi-Piaggio      | a 2"     |
| 3    | Giuseppe Petito     | Alfa Lum             | a 4"     |
| 4    | Moreno Argentin     | Sammontana-Benotto   | a 2'12"  |
| 5    | Clyde Sefton        | Alfa Lum             | s.t.     |
| 6    | Stefano D'Arcangelo | Gis Gelati-Olmo      | s.t.     |
| 7    | Antonio D'Alonzo    | Selle San Marco-W.   | a 2'17"  |
| 8    | Giovanni Renosto    | Atala-Campagnolo     | s.t.     |
| 9    | Michael Wilson      | Alfa Lum             | s.t.     |
| 10   | Claudio Torelli     | Famcucine-Campagnolo | s.t.     |